# Odynerus jonius
Odynerus jonius är en stekelart. Odynerus jonius ingår i släktet lergetingar, och familjen Eumenidae. Utöver nominatformen finns också underarten O. j. clausus.